# نورث آبورن (کالیفرنیا)
نورث آبورن (به انگلیسی: North Auburn) یک منطقهٔ مسکونی در ایالات متحده آمریکا است که در شهرستان پلاسر، کالیفرنیا واقع شده‌است. نورث آبورن ۲۰٫۲۰۵ کیلومتر مربع مساحت و ۱۱٬۸۴۷ نفر جمعیت دارد و ۴۴۸ متر بالاتر از سطح دریا واقع شده‌است.